# Septembre 1949

## Événements
- L’indépendance de l'État du Viêt Nam est à nouveau proclamé par la France, avec pour chef d’État Bảo Đại qui installe sa capitale à Đà Lạt. Le Việt Minh refuse de le reconnaître.
- Purge du Parti des travailleurs hongrois qui renforce le pouvoir communiste. Procès et exécution de l’ancien ministre l’intérieur László Rajk et de plusieurs autres membres du parti. Des centaines de responsables et de militants du parti clandestin d’avant guerre passent par la torture et la prison.

- 4 septembre : 
  - premier vol de l'avion de ligne britannique Bristol Brabazon;
  - Premier vol de l'avion expérimental britannique à ailes delta Avro 707.

- 9 septembre, tragédie aérienne de Sault-au-Cochon : un DC-3 de la Quebec Airways s'écrase à une soixantaine de kilomètres à l'est de Québec, faisant 23 morts. Une bombe était placée dans le compartiment à bagages. Il s'agit du premier attentat aérien en Occident.

- 11 septembre : Grand Prix automobile d'Italie.

- 15 septembre: Konrad Adenauer devient le premier chancelier de la nouvelle République fédérale allemande.

- 15 - 24 septembre: l'ancien ministre hongrois, Laszlo Rajk, est jugé à Budapest. Reconnu coupable de titisme, il est condamné à mort puis exécuté.

- 18 septembre : 
  - nouvelle crise monétaire au Royaume-Uni. Dévaluation de la livre sterling de 30 %.
  - Grand Prix automobile d'Australie.

- 19 septembre : nouvelle dévaluation du franc français.

- 21 septembre : 
  - record du monde de vitesse sur un avion à réaction du lieutenant-colonel Carl qui atteint 1 120 km/h.
  - Discours du chancelier allemand, Konrad Adenauer, devant la haute commission alliée[1].

- 21 au 30 septembre : première Conférence consultative politique du peuple chinois (CCPPC), à Pékin (Chine), présidée par Mao Zedong, rassemblant 662 délégués.

- 22 septembre : l’annonce de la première explosion nucléaire soviétique provoque la décision de Truman de lancer une politique de réarmement.

- 23 septembre: le président américain, Harry S. Truman, annonce que l'URSS a fait exploser une bombe atomique[2].

- 25 septembre : Grand Prix automobile de Tchécoslovaquie.

- 28 septembre : fondation du PGT (Partido guatemalteco del trabajo), parti communiste du Guatemala.

## Naissances
- 1er septembre : Luminița Gheorghiu, actrice roumaine († 4 juillet 2021).
- 6 septembre : Carole-Marie Allard, avocate, auteure, journaliste et femme politique canadienne, du Québec.
- 9 septembre : 
  - Alain Mosconi, nageur français.
  - Inoussa Ousséïni, réalisateur de cinéma nigérien († 5 janvier 2021).
- 10 septembre : Patrick Proisy, joueur de tennis français.
- 14 septembre :
  - Jean-Pierre Bonafé-Schmitt, spécialiste de la médiation scolaire et de la médiation citoyenne français.
  - Nicole Boudreau, administratrice, militante et femme politique québécoise.
  - James Dearden,  réalisateur et scénariste britannique.
  - Steve Gaines, musicien américain, guitariste et parolier du groupe Lynyrd Skynyrd († 20 octobre 1977).
  - Jean Hatzfeld, journaliste et écrivain français.
  - Michael Häupl, homme politique autrichien.
  - Ed King, musicien américain, guitariste du groupe Strawberry Alarm Clock et du groupe de rock sudiste Lynyrd Skynyrd († 22 août 2018).
  - Gérard Larcher, homme politique français.
  - Álvaro Saieh, économiste et homme d'affaires chilien.
  - Eikichi Yazawa, chanteur et compositeur japonais.
- 16 septembre : Hildegard Puwak, femme politique, ministre de la Roumanie († 25 mai 2018).
- 17 septembre : Henadz Karpenka, homme politique et scientifique biélorusse († 6 avril 1999).
- 20 septembre : Sabine Azéma, actrice française.
- 21 septembre : Odilo Pedro Scherer, cardinal brésilien, archevêque de São Paulo.
- 23 septembre : Bruce Springsteen, chanteur auteur et compositeur américain.
- 25 septembre : Pedro Almodóvar, réalisateur espagnol.
- 26 septembre : 
  - Nadir Larbaoui, Homme d'état algérien.
  - Bohuslav Matoušek, violoniste et altiste tchèque.
- 29 septembre : Nicole Martin, chanteuse et productrice québécoise († 19 février 2019).
- 30 septembre : 
  - Michel Tognini, spationaute français.
  - Chris Latta : acteur, humoriste et doubleur américain († 12 juin 1994).

## Décès
- 7 septembre : José Clemente Orozco, peintre mexicain muraliste.
- 8 septembre : Richard Strauss, compositeur allemand (85 ans).